# Pedro Mendes (ur. 1990)
Pedro Felipe Teodósio Mendes (ur. 1 października 1990 w Neuchâtel) – portugalski piłkarz, występujący na pozycji obrońcy, obecnie bez klubu.
Wychowanek Realu Massamá, w trakcie swojej kariery grał także w takich zespołach, jak Sporting CP, Servette, Real Madryt B, Parma, Sassuolo, Rennes, Montpellier oraz Estrela Amadora. Jednokrotny reprezentant Portugalii.

## Statystyki kariery
Stan na 10 lipca 2017
| Sezon   | Klub                 | Kraj       | Rozgrywki           | Mecze | Bramki | Rozgrywki Europy   | Mecze | Bramki |
| ------- | -------------------- | ---------- | ------------------- | ----- | ------ | ------------------ | ----- | ------ |
| 2008/09 | Sporting CP          | Portugalia | Primeira Liga       | 0     | 0      | -                  | -     | -      |
| 2009/10 | Real Massamá (wyp.)  | Portugalia | Campeonato Nacional | 22    | 1      | -                  | -     | -      |
| 2010/11 | Servette FC (wyp.)   | Szwajcaria | Challenge League    | 15    | 0      | -                  | -     | -      |
| 2011/12 | Real Madryt B (wyp.) | Hiszpania  | Segunda División B  | 23    | 1      | -                  | -     | -      |
| 2011/12 | Real Madryt (wyp.)   | Hiszpania  | Liga BBVA           | 0     | 0      | Liga Mistrzów UEFA | 1     | 0      |
| 2012/13 | Sporting CP          | Portugalia | Primeira Liga       | 3     | 0      | -                  | -     | -      |
| 2013/14 | Parma F.C.           | Włochy     | Serie A             | 6     | 0      | -                  | -     | -      |
| 2013/14 | US Sassuolo (wyp.)   | Włochy     | Serie A             | 9     | 0      | -                  | -     | -      |
| 2014/15 | Parma F.C.           | Włochy     | Serie A             | 21    | 0      | -                  | -     | -      |
| 2015/16 | Stade Rennais FC     | Francja    | Ligue 1             | 22    | 0      | -                  | -     | -      |
| 2016/17 | Stade Rennais FC     | Francja    | Ligue 1             | 19    | 0      | -                  | -     | -      |
| 2017/18 | Stade Rennais FC     | Francja    | Ligue 1             | 0     | 0      | -                  | -     | -      |